# U-Bahnhof Amadora Este

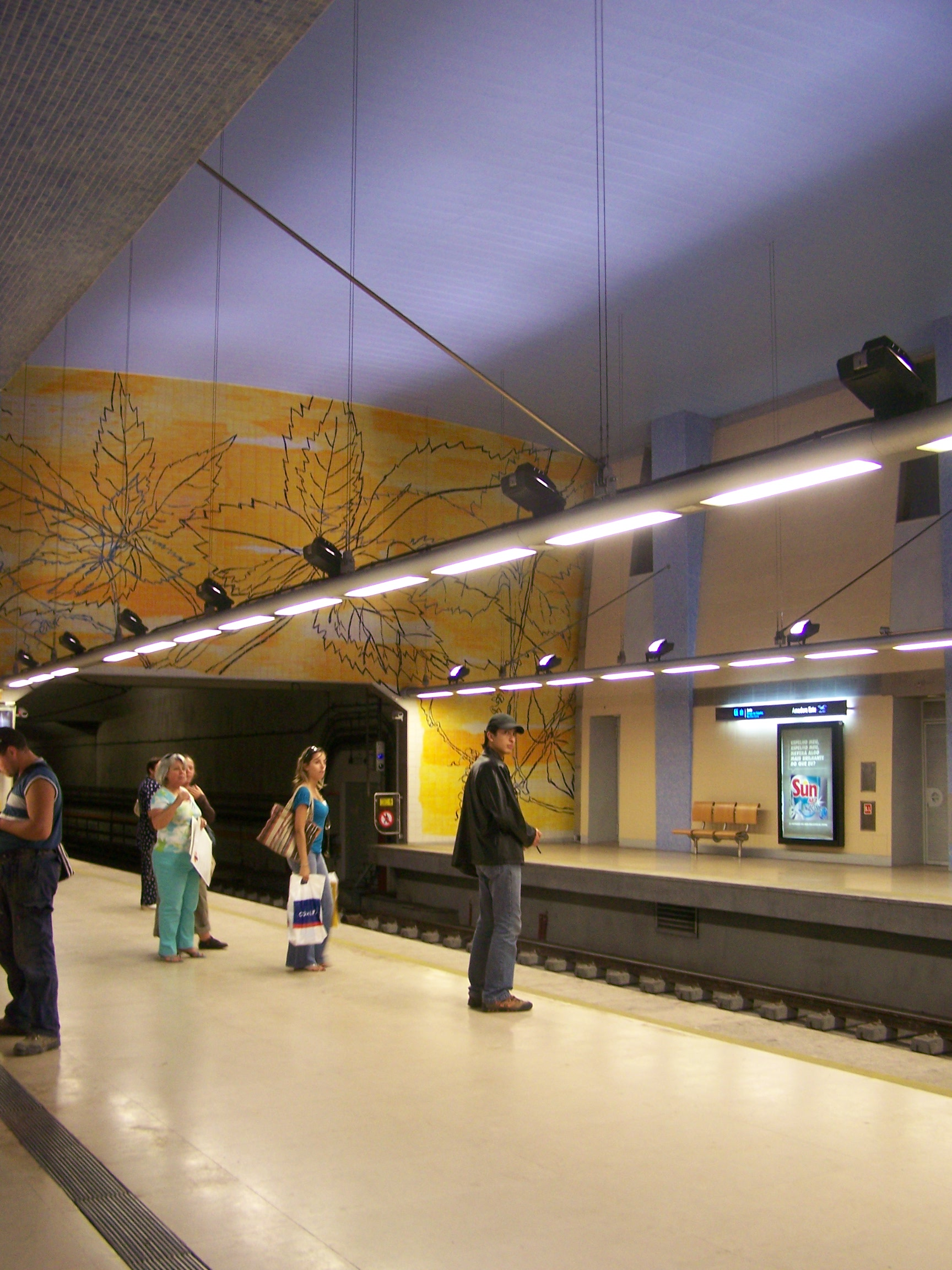
Den Bahnhof dominieren die Farben blau und braun-gelb, die eine starke Assoziation zur oberirdischen Welt darstellen sollen

Amadora Este ist ein U-Bahnhof der Linha Azul der Metro Lissabon, des U-Bahn-Netzes der portugiesischen Hauptstadt. Der Bahnhof befindet sich unter der Straße Estrada dos Salgados am Platz Praça São Silveste in der Stadt Amadora. Der U-Bahnhof war zwischen 2004 und 2016 Endstation der Linha Azul. Die beiden Nachbarstationen sind Reboleira und Alfornelos.

## Geschichte
Der U-Bahnhof Amadora Este, zu deutsch etwa „Amadora-Ost“, ging im Zusammenhang mit dem Abschnitt Amadora Este–Pontinha am 15. Mai 2004 in Betrieb. Ziel der Verlängerung war es vor allem die drittgrößte Stadt Portugals, Amadora, ans Netz der Metro Lissabon anzuschließen und somit eine Alternative zur häufig überlasteten Linha de Sintra zu bieten.
Der Bahnhofsentwurf von Leopoldo de Almeida Rosa ähnelt im Grunde genommen stark dem Nachbarbahnhof Alfornelos und dem 2002 eröffneten Bahnhof Telheiras. Er besteht grundsätzlich aus einer großen Bahnhofshalle mit leicht abgerundeter Decke, das Zwischengeschoss mit Ausgängen in Richtung Norden und Süden halbiert als Querriegel diese Halle. Drei Aufzüge ermöglichen es auch mobilitätseingeschränkten Personen den Bahnhof zu nutzen.
Für die Ausgestaltung des Bahnhofes fand sich die Malerin Graça Morais. Sie sah es als Aufgabe mögliche Klaustrophobien der Fahrgäste zu nehmen und eine starke Assoziation mit der oberirdischen Welt herzustellen. Dafür verwandte sie die Farben hellblau (für den Himmel) und braun-gelb (für die Erde). Jeweils am östlichsten und westlichsten Ende der Halle befinden sich über den Tunnelmündern große Naturgemälde, die durch Strichzeichnungen von Ahornblättern dominiert werden.
Seit 2016 ist der Bahnhof keine Endstation mehr, die Züge fahren nun um eine Station weiter bis zum U-Bahnhof Reboleira.

## Verlauf
Am U-Bahnhof bestehen Umsteigemöglichkeiten zu den Buslinien der Carris.
| Linie | Verlauf |
| ----- | --- |
|       | Reboleira – Amadora Este – Alfornelos – Pontinha – Carnide – Colégio Militar/Luz – Alto dos Moinhos – Laranjeiras – Jardim Zoológico – Praça de Espanha – São Sebastião – Parque – Marquês de Pombal – Avenida – Restauradores – Baixa-Chiado – Terreiro do Paço – Santa Apolónia |